# Karl Lange (Historiker)
Karl Lange (* 17. September 1893 in Braunschweig; † 14. Mai 1983 ebenda) war ein deutscher Schulleiter und Historiker.

## Leben
Lange studierte Germanistik, Geschichte und Philosophie und wurde 1923 an der Universität Göttingen promoviert. 1930 habilitierte er sich an der Technischen Hochschule Braunschweig, wo er 1949 zum außerplanmäßigen Professor ernannt wurde. Seit 1935 gehörte er der Historischen Kommission für Hannover, Oldenburg, Braunschweig, Schaumburg-Lippe und Bremen an.
Lange leitete von 1950 bis 1958 das Wilhelm-Gymnasium in Braunschweig.

## Schriften
- Bismarcks Sturz und die öffentliche Meinung in Deutschland und im Auslande. Deutsche Verlags-Anstalt, Stuttgart 1927.
- Staatsbürgerkunde für die höheren Schulen des Freistaates Braunschweig. Rieke in Komm., Braunschweig 1928.
- Braunschweig im Jahre 1866. Wagner in Komm., Braunschweig 1929.
- Bismarcks Kampf um die Militärkonvention mit Braunschweig 1867–86. Böhlau, Weimar 1934.
- Der Brand des Residenzschlosses zu Braunschweig im Jahre 1865. J. H. Meyer, Braunschweig 1949.
- Hitlers unbeachtete Maximen. Mein Kampf und die Öffentlichkeit. Kohlhammer, Stuttgart 1968.
- Marneschlacht und deutsche Öffentlichkeit. 1914–1939. Eine verdrängte Niederlage und ihre Folgen. Bertelsmann-Universitätsverlag, Düsseldorf 1974, ISBN 3-571-05047-9.
- Die Krise des Deutschen Bundes (1866) in der Sicht der französischen Gesandtschaft in Hannover und Braunschweig. Lax, Hildesheim 1978, ISBN 3-7848-2613-1.